# Richard Street
Richard Street, né le 5 octobre 1942 à Détroit et mort le 27 février 2013 à Las Vegas, est un chanteur et auteur-compositeur américain. Il était connu pour être l'un des membres du groupe The Temptations de 1971 à 1993.

## Carrière
Il débute comme chanteur dans le groupe Otis Williams & the Distants, dont plusieurs membres formeront plus tard les Temptations, comme Otis Williams, Melvin Williams et Elbridge "Al" Bryant. Occupant plusieurs postes au sein du label Motown, créé à Détroit en 1960, il se produit dans The Monitors, groupe dont l'existence éphémère ne l'empêche pas d'interpréter Greetings (This is Uncle Sam), unique tube de la formation. Amené à remplacer à plusieurs reprises Paul Williams du groupe les Temptations, il passe de collaborateur occasionnel à membre permanent à partir de 1971.
Le succès est au rendez-vous. Richard Street interprète les plus grands classiques du groupe, comme Papa Was a Rollin’ Stone, Hey Girl, Heavenly, My Girl, Superstar et Masterpiece. En 1993, à la suite d'un différend avec Otis Williams, il se retire définitivement des Temptations après plus de vingt ans de présence.
Il se lance alors dans une carrière solo et est amené à retravailler avec Damon Harris, ex-membre des Temptations.

## Décès
Le 27 février 2013, Richard Street meurt dans un hôpital de Las Vegas, victime d'une embolie pulmonaire. Au moment de son décès, il s'apprêtait à mettre le point final à son autobiographie.
Sa mort survient quelques jours seulement après la disparition de Damon Harris, le 18 février 2013 à Baltimore.
Richard Street était marié et père de quatre enfants.